# Ceroys spinosus
Ceroys spinosus är en insektsart som beskrevs av Oliver Zompro 2004. Ceroys spinosus ingår i släktet Ceroys och familjen Heteronemiidae. Inga underarter finns listade i Catalogue of Life.